# نادي لوس أنجلوس للصحافة
نادي لوس أنجلوس للصحافة (بالإنجليزية: Los Angeles Press Club)‏ هو منظمة صحفية أمريكية تأسست في عام 1913. وهو يكرم الصحفيين من خلال جوائز الصحافة الوطنية السنوية للفنون والترفيه وجوائز جنوب كاليفورنيا للصحافة
يضم مجلس الإدارة رئيس المنظمة، روبرت كوفاتشيك من NBC4 جنوب كاليفورنيا، ونائب الرئيس، شير كالفين من KTLA5، وأمين الصندوق كريس بالميري من بلومبرج. المديرة التنفيذية هي ديانا ليونغايوس، وهي صحافية سويدية المولد.
كُرّمَ عميد كلية أنينبرغ للصحافة في جامعة كاليفورنيا في لوس أنجلوس، ويلو باي، بجائزة جوزيف كوين التي تمنحها المنظمة في عام 2015.

## روابط خارجية
- الموقع الرسمي
- نادي لوس أنجلوس للصحافة  على فيسبوك.